# ولیکی پدلگ
ولیکی پُدلگ (اسلوونیایی: Veliki Podlog) یک زیستگاه انسانی در اسلوونی است که در Lower Carniola واقع شده‌است.

## خصوصیات
ولیکی پُدلگ ۱٫۹۷ کیلومترمربع مساحت و ۲۶۳ نفر جمعیت دارد و ۱۵۴٫۸ متر بالاتر از سطح دریا واقع شده‌است.